# Vodárenská věž (Dobřany)
Vodárenská věž se nachází v areálu psychiatrické nemocnice v Dobřanech v okrese Plzeň-jih.

## Historie
V letech 1876–1880 byla v Dobřanech postaven areál Zemského ústavu pro choromyslné podle projektu architekta Josefa Benischka (1841–1896). Pro zásobování nemocničního areálu vodou byla postavena vodárna, která čerpala vodu ze čtyř studní v blízkosti řeky Radbuzy do dvou vodárenských věží. Původní koncepce nemocnice počítala s 600 až 800 pacienty, ale už na přelomu 19. a 20. století přesáhla kapacitu 1400 pacientů. Tato situace si vyžádala rozšíření o nové pavilóny a také výstavbu nové vodárny. Projekt výstavby byl vypracován technickým oddělením Zemského výboru. V září 1906 výstavbu vodovodu zahájila Škodova strojírna, výstavbu věžového vodojemu bylo svěřeno pražské firmě Technická kancelář Karel Herzán.

## Stavební podoba
Vodárenská věž je válcová věžová stavba z monolitického betonu postavená na kónickém osmibokém kamenném soklu. Na válcovém dříku jsou železobetonové konzoly (systém Hennebique), na nichž je usazena válcová nádrž o objemu 250 m³. Celá vodárenská věž je 25 metrů vysoká. V kamenném soklu je na jižní straně vstup, na severní straně je okno v kamenném ostění. Sokl je ukončen římsou, na níž jsou zdobné prvky ve tvaru písmene J. Na dříku po obvodu jsou symetricky prolomena ve dvou řadách čtyři okna. V první řadě jsou dvě okna (na severní a jižní straně) zazděná, všechny mají ostění ukončené trojúhelníkovým tympanonem. Horní řada čtyř oken má ukončení ostění jednoduchou nadokenní římsou. Horní část dříku je ukončena římsou a 32 konzolami na nichž je usazen válcový plášť nádrže s osmi pravidelně rozmístěnými okny v lizénových rámech. Plechová střecha je kuželová s širokou lucernou a věžičkou. V lucerně jsou pravidelně rozmístěna čtyři kulatá okna. Na střešní římse jsou vyvedeny chrliče v podobě dračí hlavy.